# Festival d'Angoulême 1995
Le 22e festival international de la bande dessinée d'Angoulême s'est tenu du 26 au 28 janvier 1995. Il était présidé par Nikita Mandryka, vainqueur du Grand Prix l'année précédente.

## Affiche
L'affiche était réalisée par Nikita Mandryka, président du festival.

## Grand prix de la ville
Philippe Vuillemin

## Palmarès
- Alph-Art du meilleur album français : Le cahier bleu, André Juillard, Casterman
- Alph-Art du meilleur album étranger : Jonas Fink t1 L'enfance,  Vittorio Giardino, Casterman
- Alph-Art du meilleur scénario :  Le Lièvre de Mars t.2, Patrick Cothias, dessin d'Antonio Parras, Glénat
- Alph-Art humour : À mort l'homme, vive l'ozone, Johan de Moor/Stephen Desberg, Casterman
- Alph-Art du public : Peter Pan t.3, Régis Loisel, Vents d'Ouest
- Alph-Art jeunesse : Mangecoeur t.2 - Mathieu Galié et Jean-Baptise Andréae, Vents d'Ouest
- Alph-Art Coup de Cœur : Horologiom t.1 L'Homme sans Clé, Fabrice Lebeault, Delcourt
- Alph-Art lecteurs : Les Aristochats, Walt Disney - Club Dargaud
- Prix Bloody Mary de l'ACBD : L’Argent roi - collectif dirigé par Thierry Groensteen, éditions Autrement

## Pays invité
Italie